# Zajednica Cenacolo
Zajednica Cenacolo (tal. Comunita Cenacolo), poznata i samo kao Cenacolo (cenakul), katolička je laička zajednica za izliječenje mladih od ovisnosti zajedničkim životom, radom i molitvom u bratovštinama (kućama zajednice). Utemeljila ju je 16. srpnja 1983. u Saluzzu časna sestra Elvira Petrozzi.
Trenutno djeluje 71 bratovština u 20 država svijeta, najviše u Italiji (25) i Hrvatskoj (7). Po pet bratovština djeluje u Francuskoj i Brazilu, četiri u Argentini, Poljskoj i SAD-u, dvije u Španjolskoj, Peruu i Bosni i Hercegovini te po jedna u Austriji, Engleskoj, Irskoj, Portugalu, Sloveniji, Slovačkoj, Meksiku, Paragvaju, Filipinima i Liberiji.
U Hrvatskoj je sedam muških i jedna ženska zajednica i to u: Ugljanama, Varaždinu, Biogradu, Aljmašu, Gračanima i Vrbovcu.